# Waterpieper
De waterpieper (Anthus spinoletta) is een zangvogel uit de familie van de kwikstaarten en piepers (Motacillidae). De soort werd (en wordt) vaak gezien als een supersoort waarvan de oeverpieper (A. petrosus) en de Pacifische waterpieper (A, rubescens) ondersoorten waren (zijn).

## Kenmerken
De waterpieper lijkt in de winter sterk op de graspieper (A. pratensis) en de oeverpieper. De waterpieper is iets groter dan de graspieper (15,5 tot 17 cm). De waterpieper is vaalwit van onder en is grijsbruin maar meer bruin dan grijs in vergelijking met de oeverpieper en heeft met wit op de buik en meestal donkere poten als onderscheid ten opzichte van de graspieper. Beide soorten kunnen op doortrek en in zachte winters worden waargenomen.
In de zomer is de waterpieper lichtroze op de borst en buik.

## Leefwijze
Het voedsel bestaat uit insecten, slakken, wormen, vissen en zaden.

## Voortplanting
Het nest wordt gebouwd in een holte of rotsspleet. Het legsel bestaat uit vier of vijf eieren. De vogel broedt tweemaal per jaar.

## Verspreiding en leefgebied
De waterpieper (A. spinoletta sensu stricto) komt als broedvogel voor in bergachtige streken van Zuid-Europa en in de Alpen en verder door de hele gematigde zone in Azië. Het is een trekvogel die in de winter over korte afstanden trekt naar lager gelegen gebieden.
De soort telt drie ondersoorten:
- A. s. spinoletta: centraal en zuidelijk Europa.
- A. s. coutellii: Turkije, de Kaukasus en noordelijk Iran.
- A. s. blakistoni: van zuidelijk Rusland en oostelijk Kazachstan tot het zuidelijke deel van Centraal-Siberië, Mongolië en centraal China.

## Verspreiding in België en Nederland
In België en Nederland komen waterpiepers als doortrekker en wintergast voor in klein aantal in het rivierengebied, maar ook in het veenweidegebied en in vochtige heiden in bijna alle provincies (zie kaarten met waarnemingen op waarneming.nl).